# タスポニー
タスポニー(TASPONY)は、愛知県名古屋市で考案されたニュースポーツで、基本的なルールはテニスに似ている。テニスボールの代わりに直径17cm、重さ約50gのスポンジボールを手で打ち合う球技である。

## 考案
YMCAのスタッフであった山口榮三 (1953 - ) が1981年に考案した。彼は大学で経済学を学んだが、卒業後の1977年に愛知県名古屋市内の名古屋YMCAに職を得、当時の「名古屋YMCA体育部」に配属された。そこで、専門外であるYMCAの体育・レクリエーション・野外活動等の歴史や理論を学び、世界的なスポーツであるバスケットボール（1891，J．A．ネイスミス考案）や、バレーボール（1895，W．G．モルガン考案）が青少年健全育成のために米国YMCAで考案されたことや、YMCAが日本の体育やキャンプ活動、レクリエーション活動に大きな貢献をした歴史等に影響を受け、新しいスポーツの研究に着手した。
その結果、米国製リハビリ用スポンジボールを入手し、そのスポンジボールをスポーツに導入し「タスポニー (TASPONY) 」を考案した。
TASPONYの命名は、考案したYMCAの所在地である名古屋市熱田区から「TA」、スポンジ (sponge) ボールを利用することから「SPON」、YMCA発祥であることから「Y」、の3つの関連用語の文字を合成したものである。

## タスポニー普及の経緯
タスポニーの普及活動は公益団体である（任）日本タスポニー協会（1981年日本タスポニー普及連盟として発足）が行っている。日本国内、海外でのタスポニー大会・指導者養成活動、指導者・競技者の派遣等を行っている。
これまでの主な大会と今後の予定
- 1996年 - 全国レクリエーション大会（愛知）で全国交流大会開催
- 1998年 - 第11回全国スポーツ・レクリエーション祭（岐阜）でフリー参加種目として大会開催
- 2005年 - 第1回国際交流大会（愛知万博「愛・地球博パートナーシップ事業」）を愛知県開催
- 2012年 - 「ぎふ清流国体」でデモスポ競技として大会開催予定（会場：岐阜関ケ原町）

## タスポニーの特徴
- スポンジボール使用のため安全
- 広い場所が要らない（テニスコートの8分の1程度のスペースで行える）
- 道具が少なくて済む（手で打つためラケットが不要）
- 簡単に習得でき飽きにくい。
- 右手、左手を使うためバランスの良い発達が期待できる。
- 運動量が適度である。

## タスポニーの競技概要
直径17cm、重さ約50gのスポンジボールを8.0m×4.1m、高さ70cmのネットを挟んでテニスのように手で打ち合うスポーツである。より親しみ易く、高齢者や小学生低学年等の子どもと親子で楽しめる「ソフトタスポニー(2人制)」もある。こちらのコートは6m×4m、ネットの高さは80cmである。タスポニーボール（スポンジボール）を活用した幾つかのゲームをタスポニー (TASPONY) と総称する場合がある。例：タスポニーとソフトタスポニーを「タスポニー」と呼ぶ。
「ファミリータスポニー（4人制）」は2015年に協会の理事長である鈴木義雄を中心に開発考案された新種目である。既存のバドミントンコートを利用できるのでコート設営の手間が省ける。また4人が助け合って、協力し合ってプレーが楽しめるため子どもと大人のファミリーチームも楽しめる新種目である。
競技種別
- タスポニー - 男女ダブルス、ミックスダブルス、男女シングルスの計5競技
- ソフトタスポニー - 男女ダブルとミックスダブルの計3競技
- ファミリータスポニー（4人制）‐バドミントンコートの活用ができ、4人制であるためフィジカル面で劣る人でも楽しめる。

※上記の競技種別に対して年齢による区分けを行う場合もある。
タスポニーボールの応用
リハビリ用のスポンジボールであるので各種スポンジボールの運動をタスポニーボールフィットネスと呼び、健康体力増進のためのフィットネスや介護予防運動等への応用活用も行っている。

## 類似競技
バウンスボール-鳥取県発祥のニュースポーツ。プレイスタイルはタスポニーと似ているが異なる点として、
- 3人チーム・2組
- 1セット10分の11点先取、3セット(3セット目は8点先取)
- 5×12でたかさ75センチのコート、直径25センチの専用ボールで行う。
- 打ち方はじゃんけんのパーの手で下からすくうように打ち、ボールは最初に打つ時も必ずワンバウンド(9歳以下、70歳以上、身体に障害を持っている人はツーバウンド)しなければいけない。

という特徴がある。

## 競技人口
日本国内 - 東海地方を中心に約6,000人。
日本国外 - フィリピン、タイ、インドネシア、香港、台湾、韓国等アジア諸国に普及中である。